# Olympische Winterspiele 1998/Teilnehmer (Bulgarien)
| Gelbes Symbol für Goldmedaillen mit stilisierten Olympischen Ringen | Graues Symbol für Silbermedaillen mit stilisierten Olympischen Ringen | Braundes Symbol für Bronzemedaillen mit stilisierten Olympischen Ringen |
| ------------------------------------------------------------------- | --------------------------------------------------------------------- | ----------------------------------------------------------------------- |
| 1                                                                   | —                                                                     | —                                                                       |

Bulgarien nahm an den Olympischen Winterspielen 1998 im japanischen Nagano mit einer Delegation von 19 Athleten in sechs Disziplinen teil, davon acht Männer und elf Frauen. Der einzige Medaillengewinn gelang der Biathletin Ekaterina Dafowska, die im Einzelrennen Olympiasiegerin wurde.
Fahnenträger bei der Eröffnungsfeier war der Skirennläufer Ljubomir Popow.

## Teilnehmer nach Sportarten

### Biathlon
Männer
- Georgi Kassabow
10 km Sprint: 57. Platz (31:09,5 min)
20 km Einzel: 67. Platz (1:06:59,5 h)

Frauen
- Ekaterina Dafowska
7,5 km Sprint: 29. Platz (25:06,7 min)
15 km Einzel: Gold  (54:52,0 min)
4 × 7,5 km Staffel: 16. Platz (1:48:55,2 h)

- Pawlina Filipowa
7,5 km Sprint: 41. Platz (25:34,8 min)
15 km Einzel: 4. Platz (55:18,1 min)
4 × 7,5 km Staffel: 16. Platz (1:48:55,2 h)

- Walentina Pejtschinowa
4 × 7,5 km Staffel: 16. Platz (1:48:55,2 h)

- Radka Popowa
4 × 7,5 km Staffel: 16. Platz (1:48:55,2 h)

### Eiskunstlauf
Männer
- Iwan Dinew
11. Platz (17,5)

Frauen
- Sofija Penkowa
28. Platz (nicht für die Kür qualifiziert)

Eistanz
- Albena Denkowa & Maxim Stawiski
18. Platz (36,0)

### Shorttrack
Frauen
- Ewgenija Radanowa
500 m: 14. Platz (im Viertelfinale disqualifiziert)
1000 m: 11. Platz (im Viertelfinale ausgeschieden)

- Daniela Wlaewa
500 m: 18. Platz (im Vorlauf ausgeschieden)
1000 m: 19. Platz (im Vorlauf ausgeschieden)

### Ski Alpin
Männer
- Petar Ditschew
Slalom: Rennen nicht beendet
Kombination: im Slalomrennen disqualifiziert

- Stefan Georgiew
Riesenslalom: 32. Platz (2:50,89 min)
Slalom: 22. Platz (1:56,12 min)

- Ljubomir Popow
Riesenslalom: Rennen nicht beendet
Slalom: Rennen nicht beendet

- Angel Pumpalow
Slalom: Rennen nicht beendet

Frauen
- Nadeschda Wassilewa
Slalom: 26. Platz (1:45,44 min)

### Skilanglauf
Männer
- Slawtscho Batinkow
10 km klassisch: 84. Platz (33:23,2 min)
15 km Verfolgung: 61. Platz (49:41,5 min)
30 km klassisch: 60. Platz (1:50:35,0 h)

Frauen
- Irina Nikultschina
5 km klassisch: 70. Platz (20:52,6 min)
10 km Verfolgung: 53. Platz (34:13,5 min)
15 km klassisch: 63. Platz (57:07,2 min)
30 km Freistil: 28. Platz (1:31:04,7 h)

### Snowboard
Frauen
- Marija Dimowa
Riesenslalom: 20. Platz (2:42,84 min)